# Guto Malta
Paulo Augusto Malta Moreira, mais conhecido como Guto Malta, (Ponte Nova, 14 de dezembro de 1969) é um advogado, procurador federal e político brasileiro filiado ao Partido dos Trabalhadores (PT). Com uma carreira marcada pela atuação no serviço público e na política local, foi prefeito de Ponte Nova entre 2013 e 2016 e exerceu o mandato de vereador entre 2021 e 2024, sendo o mais votado no pleito de 2020. Sua trajetória é caracterizada por uma forte base jurídica, vitórias e derrotas eleitorais expressivas e um papel de liderança contínuo nos debates públicos do município.

## Biografia

### Origens, Família e Formação Acadêmica
Natural de Ponte Nova, Paulo Augusto Malta Moreira nasceu em 14 de dezembro de 1969, filho de Teresinha Silva Malta Moreira e José Paulo Gonçalves Moreira. Sua família possui vínculos com instituições importantes da cidade; seu pai presidiu o Esporte Clube Palmeirense na década de 1980, um cargo que Guto Malta também viria a ocupar décadas mais tarde.
Sua formação acadêmica consolidou as bases para sua carreira no direito e no serviço público. Graduou-se em Direito pela Faculdades Milton Campos, com especialização em Direito público. Posteriormente, obteve o título de pós-graduado em Gestão de Programas de Reforma Agrária e Assentamento pela Universidade Federal de Lavras (UFV). Além de sua formação superior, é também Técnico em Transações Imobiliárias.

### Carreira Jurídica e Serviço Público
A carreira profissional de Guto Malta é diversificada, com início entre 1990 e 1995, período em que atuou em um Cartório de Notas, em um escritório de advocacia, na Legião Brasileira de Assistência (LBA) e como professor substituto na UFV. Posteriormente, trabalhou como advogado para a empresa Brasão Empreendimentos e para o Sindicato dos Servidores Públicos Municipais de Ponte Nova (Sindserp).
Sua atuação no setor público se aprofundou ao servir como Assessor Jurídico da Câmara Municipal de Ponte Nova entre 1995 e 1997. No campo acadêmico, foi professor de Introdução ao estudo do direito e Direito tributário na Faculdade de Ciências Contábeis de Ponte Nova (FACCO). Sua expertise jurídica foi requisitada como consultor para as Câmaras Municipais de Teixeiras e Urucânia, e mais tarde como Procurador Jurídico dos municípios de Teixeiras, Pedra do Anta e Urucânia. Entre 2001 e 2006, foi conselheiro da 7ª Subseção da Ordem dos Advogados do Brasil (OAB).
O ponto culminante de sua carreira jurídica foi a aprovação em primeiro lugar no concurso público para Procurador Federal da Universidade Federal de Viçosa (UFV) em janeiro de 2000. Na instituição, ascendeu ao cargo de Procurador-Chefe, que exerceu entre 2009 e 2012. Atualmente, está lotado no Escritório Avançado da Procuradoria Federal em Viçosa.
Essa dualidade entre uma carreira técnica, baseada no mérito, e a atividade política se tornou uma característica central de sua persona pública. O conhecimento aprofundado em Direito administrativo e gestão pública, adquirido como procurador federal, influenciou diretamente sua abordagem na política. Durante seu mandato como prefeito, engajou-se em processos formais complexos, como a negociação com a Codemig para a revitalização do Hotel Glória.

## Trajetória Política

### Prefeito de Ponte Nova (2013-2016)

#### Eleição de 2012
Guto Malta foi eleito prefeito de Ponte Nova em 2012, pelo Partido dos Trabalhadores (PT), em uma das disputas mais acirradas da história do município. Ele obteve 10.537 votos, o que corresponde a 31,22% dos votos válidos. A eleição contou com outros candidatos competitivos, e o resultado, em um cenário de candidaturas fortes, demonstrou um eleitorado fragmentado. A vitória com menos de um terço dos votos válidos sugere que Guto Malta iniciou seu mandato sem uma ampla base de apoio popular, o que impôs desafios significativos para a governabilidade e a construção de consensos políticos ao longo de sua gestão. Seu vice-prefeito foi José Luiz Ventura, do PDT.

#### Gestão Municipal (2013-2016)
O mandato de Guto Malta foi marcado por iniciativas em diversas áreas, com destaque para cultura, saúde e infraestrutura.
- Cultura e Patrimônio Histórico: A gestão deu atenção especial à preservação e fomento cultural. Em 2014, foi formalizado o projeto de revitalização do histórico Hotel Glória, em parceria com a Companhia de Desenvolvimento Econômico de Minas Gerais (Codemig), que previa a instalação de um cinema e outros serviços públicos no local.[4] Em 2016, sua administração reconheceu a Corporação Musical União 7 de Setembro como patrimônio cultural do município, um ato que facilitou o acesso da banda a futuros financiamentos.[6] A prefeitura também promoveu eventos como o "Natal de Luz", em parceria com a associação comercial local,[7] e foi reconhecida por trazer artistas de renome nacional para a cidade.[8]

- Saúde Pública: Um dos legados mais importantes de sua gestão foi o início do processo para a aquisição do acelerador linear para o serviço de radioterapia do Hospital de Nossa Senhora das Dores. A articulação, iniciada em 2013 junto ao Ministério da Saúde, foi fundamental para que o equipamento, essencial para o tratamento oncológico na região, fosse entregue anos depois.[9][10]

- Infraestrutura e Desenvolvimento: A gestão buscou parcerias público-privadas, como a que viabilizou a recuperação do telhado da antiga rodoviária em 2014, com apoio da família Bartolomeu.[11]

#### Tentativa de Reeleição em 2016
Em 2016, Guto Malta concorreu à reeleição, mas foi derrotado por Wagner Mol (PSB), que obteve 16.278 votos (49,9%). A eleição marcou o fim de seu mandato como prefeito, com o eleitorado optando por uma nova liderança para o Executivo municipal.

### Vereador em Ponte Nova (2021-2024)

#### Eleição de 2020
Quatro anos após deixar a prefeitura, Guto Malta retornou à cena política. Nas eleições de 2020, candidatou-se a vereador pelo PT e foi eleito. O resultado consolidou sua posição como uma das principais lideranças do município e o credenciou para futuras disputas.

#### Atuação na Câmara Municipal
Como vereador, Guto Malta assumiu uma posição de destaque no Legislativo, atuando na fiscalização das ações do Poder Executivo. Sua atuação legislativa também incluiu a proposição de projetos, como a sugestão para que o Anel Rodoviário recebesse o nome do ex-prefeito Antônio Bartolomeu.

### Candidatura a Prefeito em 2024
Em 2024, Guto Malta candidatou-se novamente ao cargo de prefeito, tendo como vice em sua chapa o vereador Leo Moreira (PV). Em uma campanha descrita como tensa, que envolveu disputas judiciais sobre pesquisas eleitorais nos dias finais, ele obteve 12.182 votos (38,34%). Foi derrotado por Milton Irias (Avante), que se elegeu com 16.439 votos (51,74%).

## Outras Atividades Públicas

### Presidência do Esporte Clube Palmeirense
No final de 2022, Guto Malta foi eleito presidente do Esporte Clube Palmeirense, uma das mais tradicionais instituições sociais e esportivas de Ponte Nova, para o triênio 2023-2025. A posição reforça seus laços com a comunidade e segue uma tradição familiar, já que seu pai também presidiu o clube. A liderança de uma instituição com grande capilaridade social representa uma plataforma estratégica de engajamento comunitário, permitindo a Guto Malta manter uma alta visibilidade pública e fortalecer seu capital político para além dos cargos eletivos formais.